# Anita Orientar

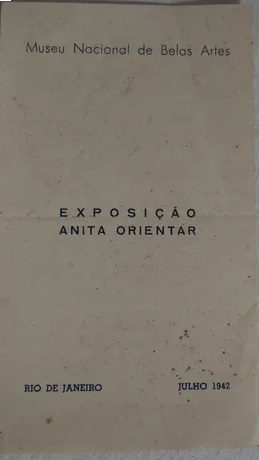
Catálogo da exposição no Museu Nacional de Belas Artes (1942)

Anita Orientar (Bahia, 8 de Janeiro de 1896 – Zangberg, 1994) foi uma pintora, historiadora de arte e escritora alemã. 

## Vida
O pai de Anita era um negociante de diamantes vindo da Romênia e sua mãe era de Berlim, de origem judia. O antissemitismo fez com que sua família mudasse várias vezes. A mãe e a filha mudaram-se do Brasil para Paris entre 1897 e 1899.
Entre os anos de 1899 e 1926, ela estava em Berlim. Em 1928, mudou-se para a Itália, permanecendo próxima ao Lago de Garda. Em 1939, Orientar retornou ao Rio de Janeiro, com seu pai que ficou cego, ele já estava com oitenta e oito anos, e sua mãe com problemas do coração. Lá viveu até 1962, mudando-se para Nova Iorque. Lá ficou apenas um ano e foi para Vence (França), por onde morou até 1978. A partir de 1978 foi viver no Convento de Zangberg, na região da Bavária, Alemanha, onde faleceu em 1994.
Aos seis anos de idade, visitou um museu com sua mãe e descobriu sua vocação. Porém a mudança constante de país que fez parte da sua vida, restringiu suas atividades artísticas. Inicialmente começou com aquarelas, pintando as paisagens italianas. Foi neste período que pintou "The Mysteries of the Rosary" para uma igreja do Lago de Garda (Itália).
Em sua temporada no Brasil de 1939 a 1962, sua participação na exposição do Museu Nacional de Belas Artes resultou em várias solicitações de trabalho para as igrejas. Retornando à Europa em 1963, dedicou-se à pintura abstrata.
Orientar converteu-se do judaísmo ao catolicismo aos trinta e três anos, escrevendo sobre a religião.

## Obras
Algumas de suas obras:
- Retrato de Um Velho Homem (1930), carvão
- Maria com Criança (1960), aquarela
- Tentação (1960), guache
- Cristo na Cruz (1960), óleo sobre tela
- Cristo (1981-1982), óleo sobre madeira

## Exposição
- 1925 - Berlim, Galerie Heller, Kurfürstendamm
- 1942,1944 - Rio de Janeiro, Museu Nacional de Belas Artes
- 1946 - Rio de Janeiro, Copacabana Palace
- 1950 - Nova York, Biblioteca Pública de Nova Iorque , 42nd Street
- 1962 - Nova York, Duncan Galleries
- 1963 - Munique, Gurlitt
- 1966 - Nice, Salle Saint-Thoma